# Trebbia
Die Trebbia ist ein Fluss in Ligurien und der Emilia-Romagna in Norditalien. Sie ist einer der 4 rechten Nebenflüsse des Po und entspringt am Monte Prelà im ligurischen Apennin nordöstlich von Genua und fließt über 115 Kilometer (Flussschlingen eingeschlossen) nach NNE, bis sie in Piacenza in den Po mündet. Der bedeutendste Ort im Tal der Trebbia ist die Gemeinde Bobbio mit dem religiös und kunsthistorisch bedeutenden Kloster San Colombano. Das obere Trebbia-Tal („Alta Val Trebbia“) mit acht Gemeinden (Torriglia, Rondanina, Propata, Fascia, Montebruno, Rovegno, Fontanigorda und Gorreto) reicht bis Bobbio.

## Hydrologie
Die Trebbia gehört zum Typ des Torrente, also eines Wildflusses mit jahreszeitlich sehr unterschiedlicher Wasserführung und Strömung. Ein Torrente besitzt ein breites, oft tief eingeschnittenes und von Geröll erfülltes Bett (Schlucht, Canyon), das in niederschlagslosen Zeiten manchmal weitgehend oder vollständig trockenfällt. Das Einzugsgebiet beträgt ungefähr 1000 km²; die jährliche Niederschlagsmenge kann im Quellgebiet bis zu 2000 mm/a betragen. Der mittlere Abfluss (MQ) beträgt 40 m³/s – Maximalwerte (HHQ) reichen bis 2500 m³/s. Beim Austritt aus dem Gebirge in das Vorland, lässt die Fließgeschwindigkeit der Trebbia deutlich nach und sie sedimentiert große Menge von Sand und Kies, die den „verflochtenen Fluß“ bis zur Mündung in den Po stromabwärts prägen.

## Fauna und Flora

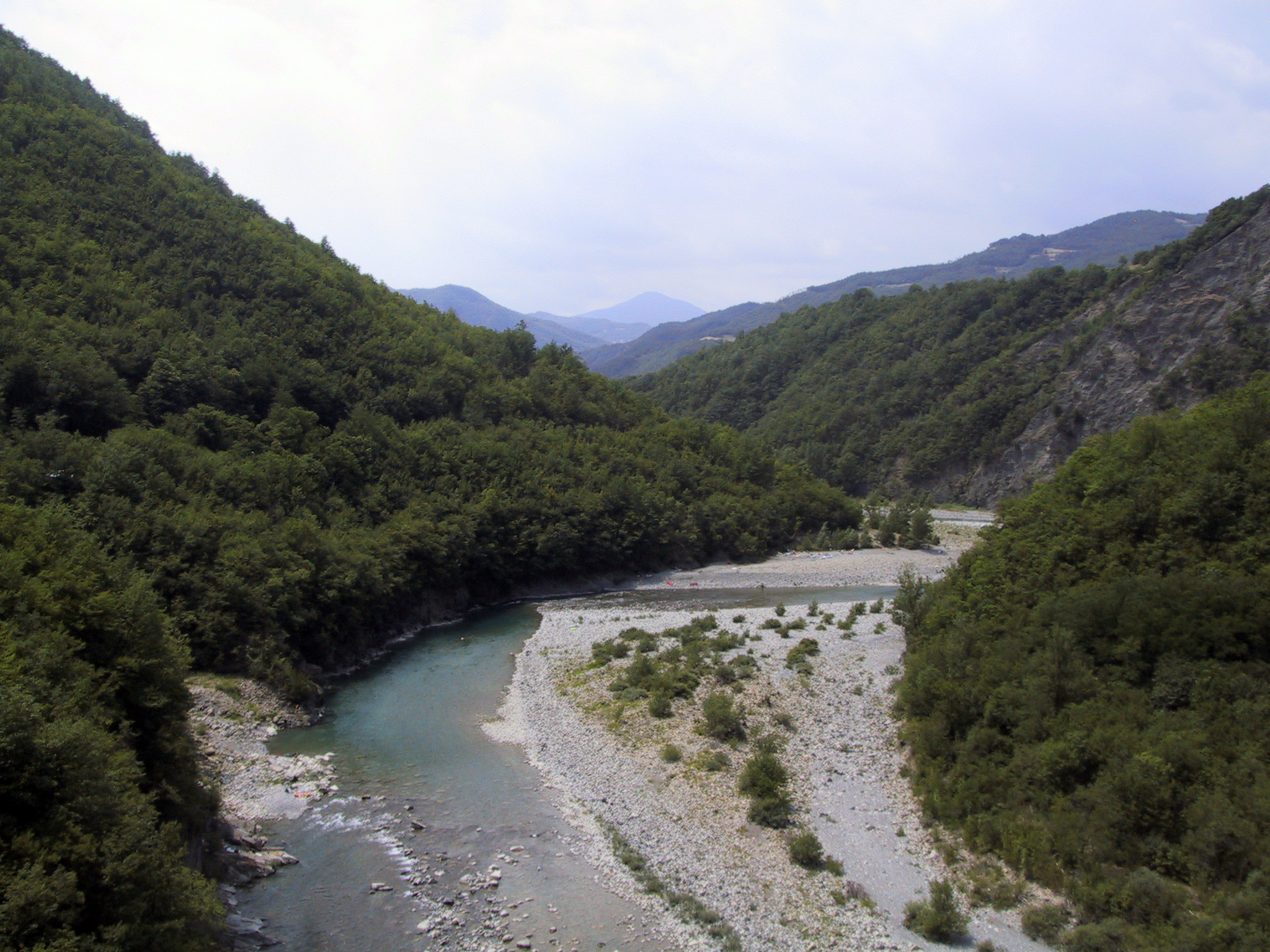
Valle Trebbia

Das Tal der Trebbia ist für viele Zugvögel ein wichtiger Transitweg und Nistplatz vieler Arten, wie z. B. dem Flussregenpfeifer oder dem Brachvogel.

## Geschichte
Die Trebbia hieß in der Antike Trebia und war der Fluss, an dem im Zweiten Punischen Krieg im Dezember 218 v. Chr. Hannibal die Römer schlug (siehe Schlacht an der Trebia).
Eine zweite Schlacht an der Trebbia fand am 18. Juni 1799 im Zweiten Koalitionskrieg statt, in dem russische und österreichische Truppen die französischen Truppen aus Oberitalien vertrieben und die französischen Satellitenstaaten (Cisalpinische Republik) zerstörten. Für das vereinte russisch-österreichische Kontingent wurde am 24. Februar 1799 Alexander Wassiljewitsch Suworow als Oberbefehlshaber eingesetzt. Es folgten die Schlachten an der Adda am 27. April, der Einzug in Mailand am 30. April, der Fall von Turin am 22. Mai, am 18. Juni die Schlacht an der Trebbia, und schließlich am 15. August die Schlacht bei Novi, die den Feldzug entschied.